# كورتيس موس
كورتيس موس هو رامي الرمح ‏ كندي، ولد في 12 أبريل 1987 في نيو ويستمينيستر في كندا.

## وصلات خارجية
- كورتيس موس على موقع الاتحاد الدولي لألعاب القوى (الإنجليزية)
- كورتيس موس على موقع أوليمبيديا (الإنجليزية)